# Gare de Blangy-sur-Bresle
Gare de Blangy-sur-Bresle vasútállomás Franciaországban, Blangy-sur-Bresle településen.

## Vasútvonalak
Az állomást az alábbi vasútvonalak érintik:
- Épinay-Villetaneuse–Le Tréport-Mers-vasútvonal

## Kapcsolódó állomások
A vasútállomáshoz az alábbi állomások vannak a legközelebb:
- Gare d’Aumale
- Gare de Longroy - Gamaches